# Evropská silnice E18
Evropská silnice E18 je evropskou silnicí 1. třídy. Začíná v Severním Irsku v Craigavonu a končí v ruském Petrohradu. Celá trasa měří 1 890 kilometrů. Jako všechny ostatní evropské silnice ani E18 není na území Spojeného království označena. Z Británie do Norska je cesta zajištěna pravidelnou trajektovou dopravou přes Severní moře. Mezi Švédskem a Finskem je zajištěna taktéž trajektová doprava přes Baltské moře.

## Trasa
- Spojené království
  -  Severní Irsko
    - Craigavon – Belfast – Larne

  -  Skotsko
    - Stranraer – Gretna Green

  -  Anglie
    - Carlisle – Newcastle

- Norsko
  - Kristiansand – Arendal – Porsgrunn – Larvik – Sandefjord – Tønsberg – Horten – Drammen – Oslo – Ås – Askim

- Švédsko
  - Karlstad – Örebro – Västerås – Stockholm – Kapellskär

- Finsko
  - Alandy – Turku – Naantali – Salo – Lohja – Helsinki – Porvoo – Loviisa – Kotka – Hamina – Vaalimaa

- Rusko
  - Vyborg – Petrohrad

## Galerie

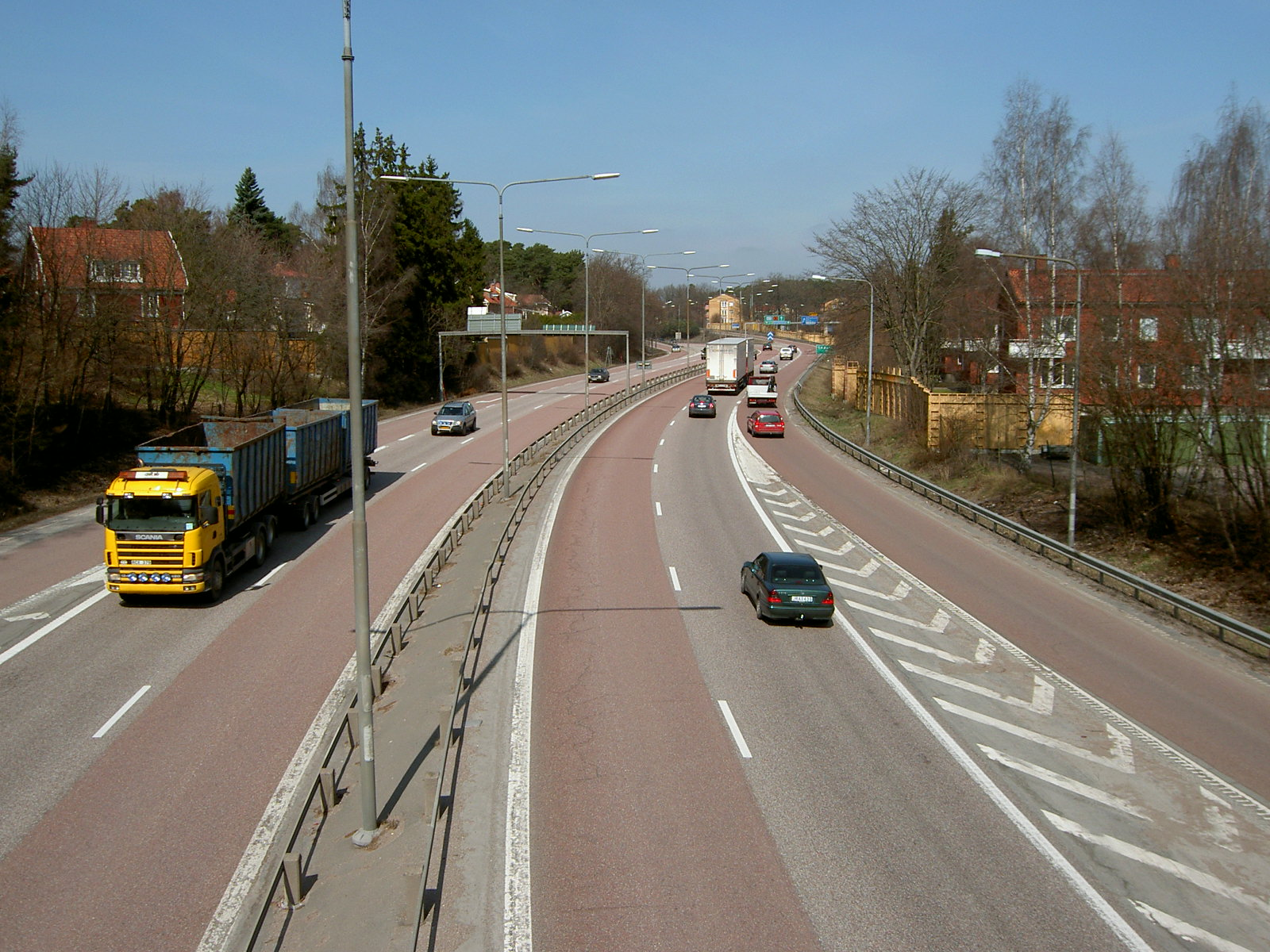
E18 ve Švédsku
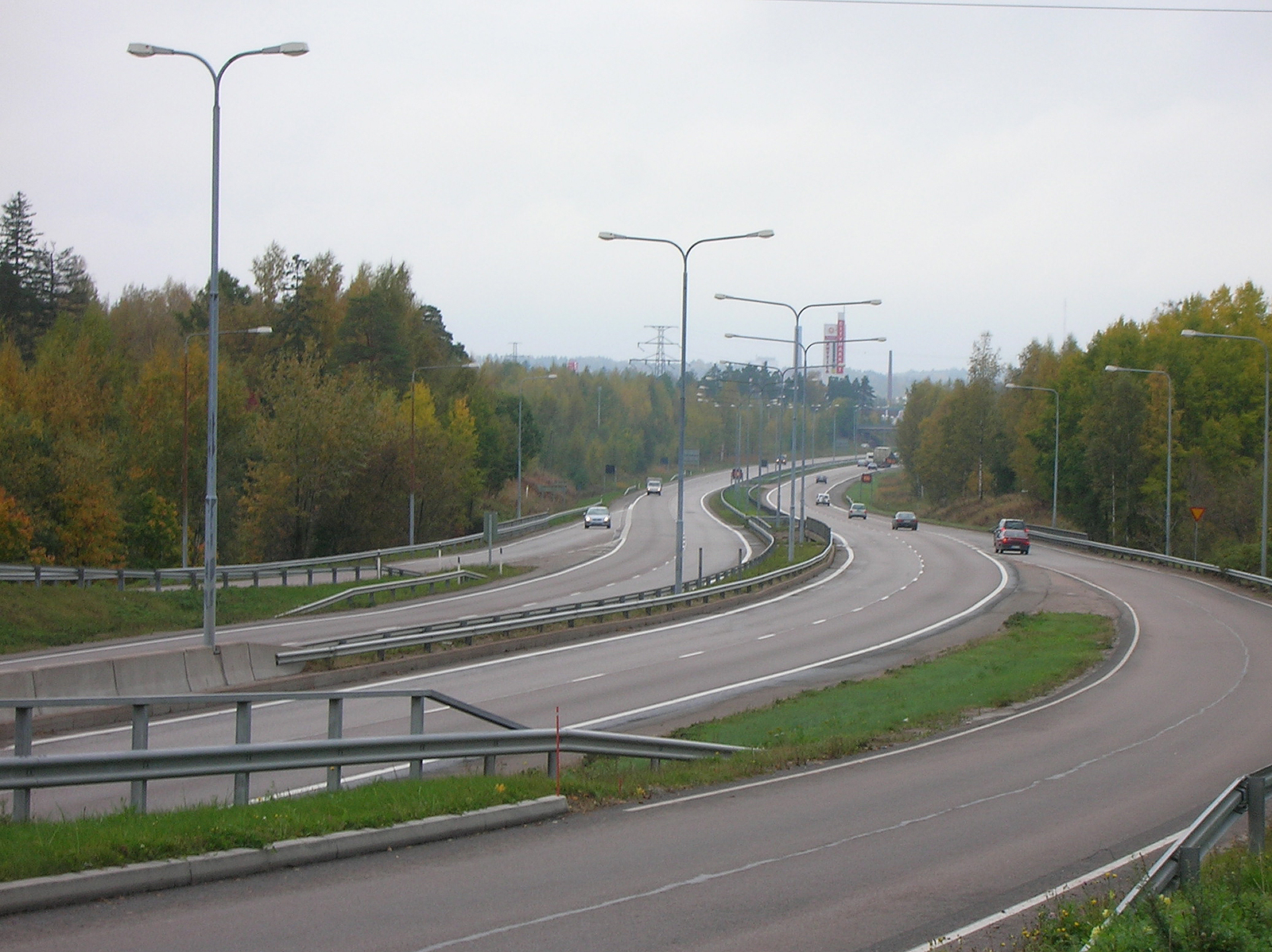
E18 ve Finsku
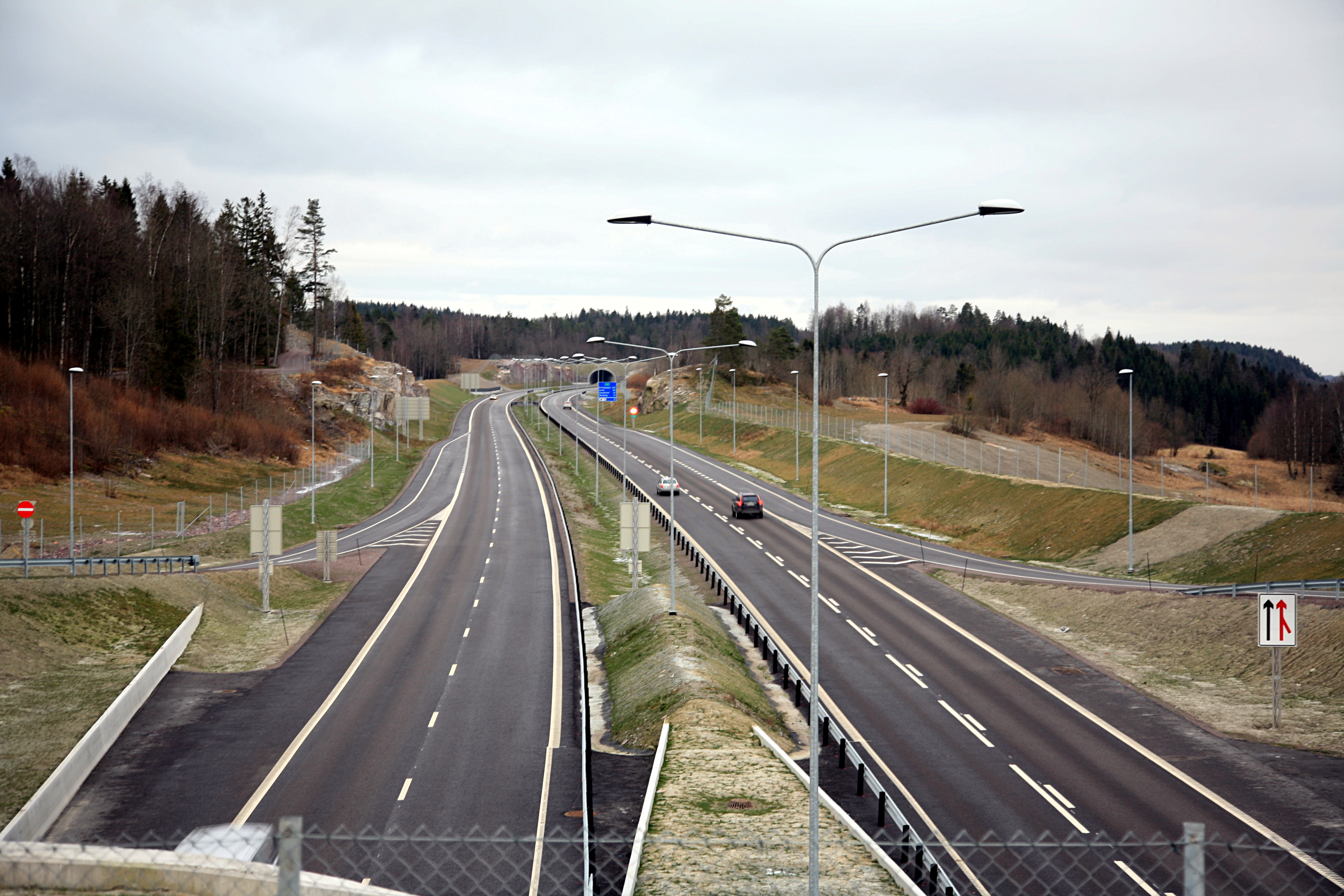
E18 v Norsku
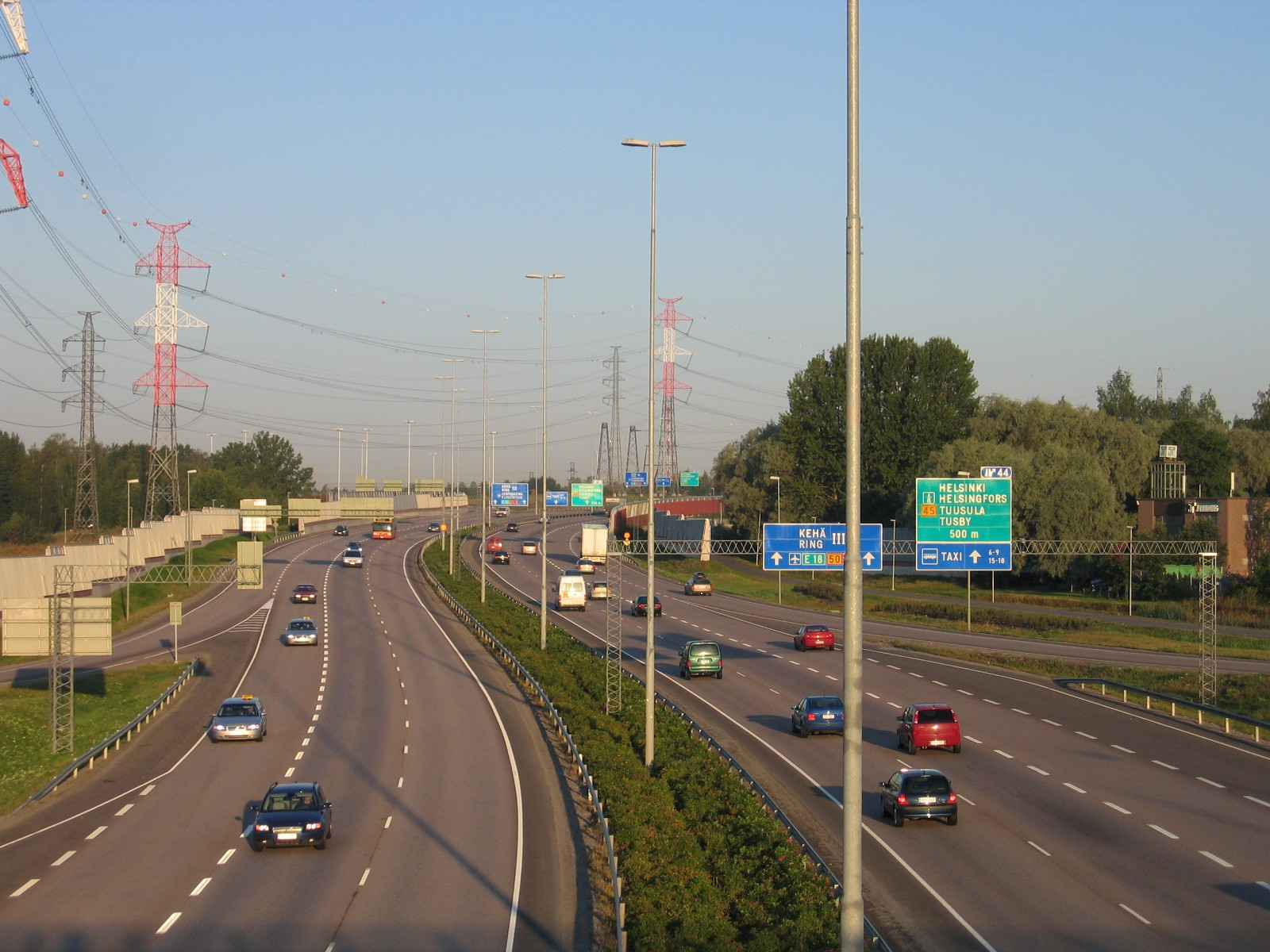
E18 ve Finsku
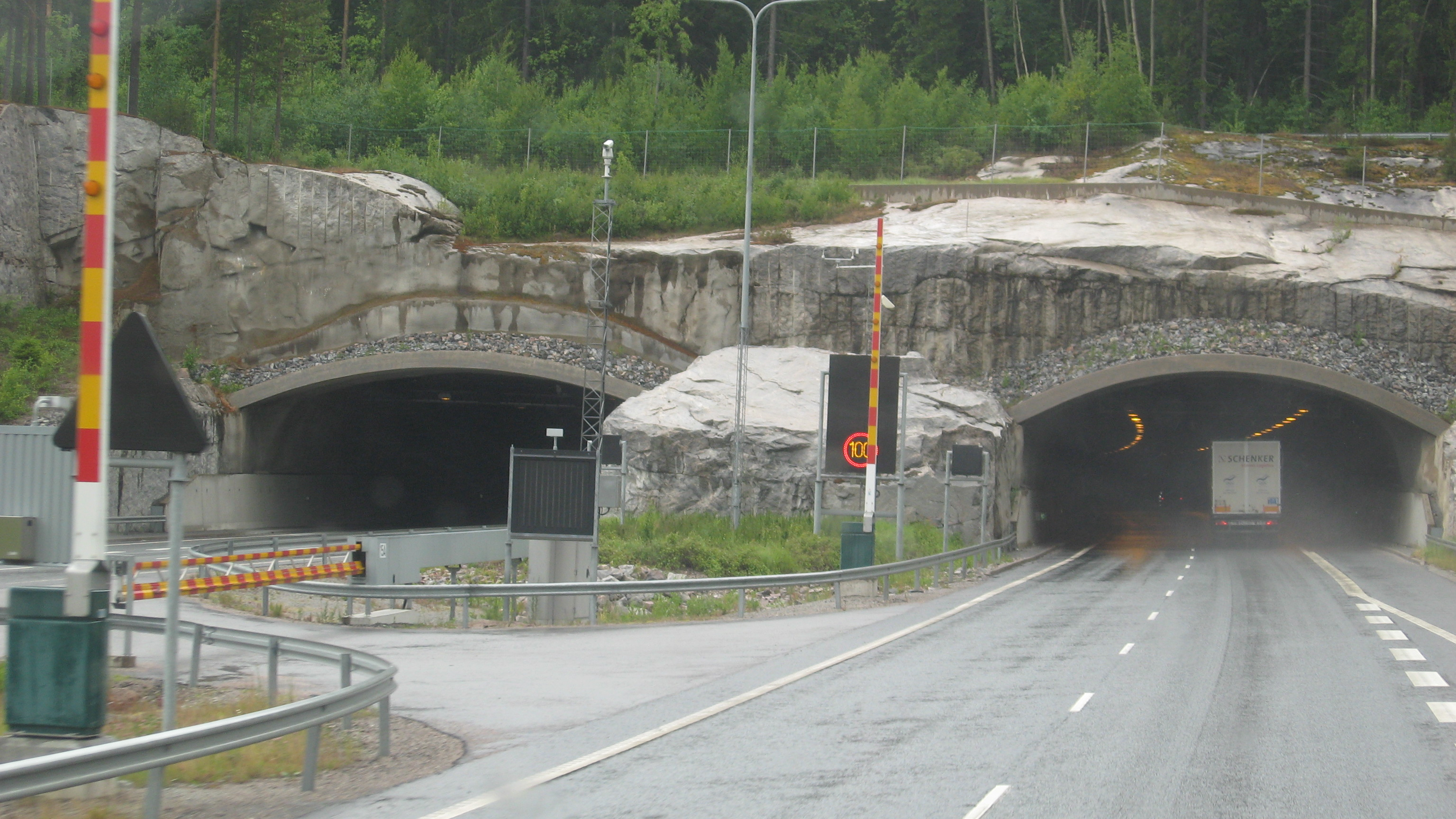
E18
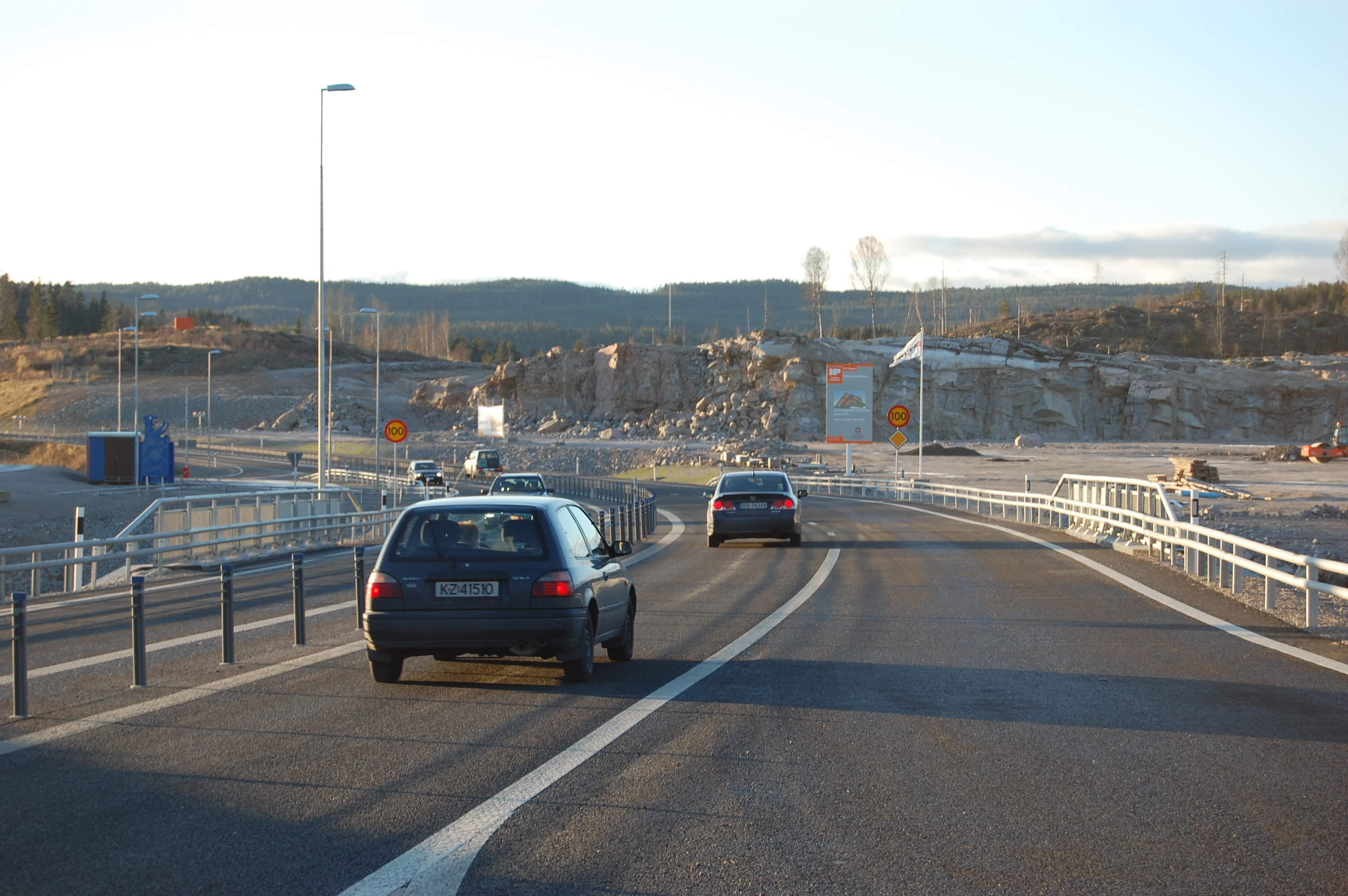
E18
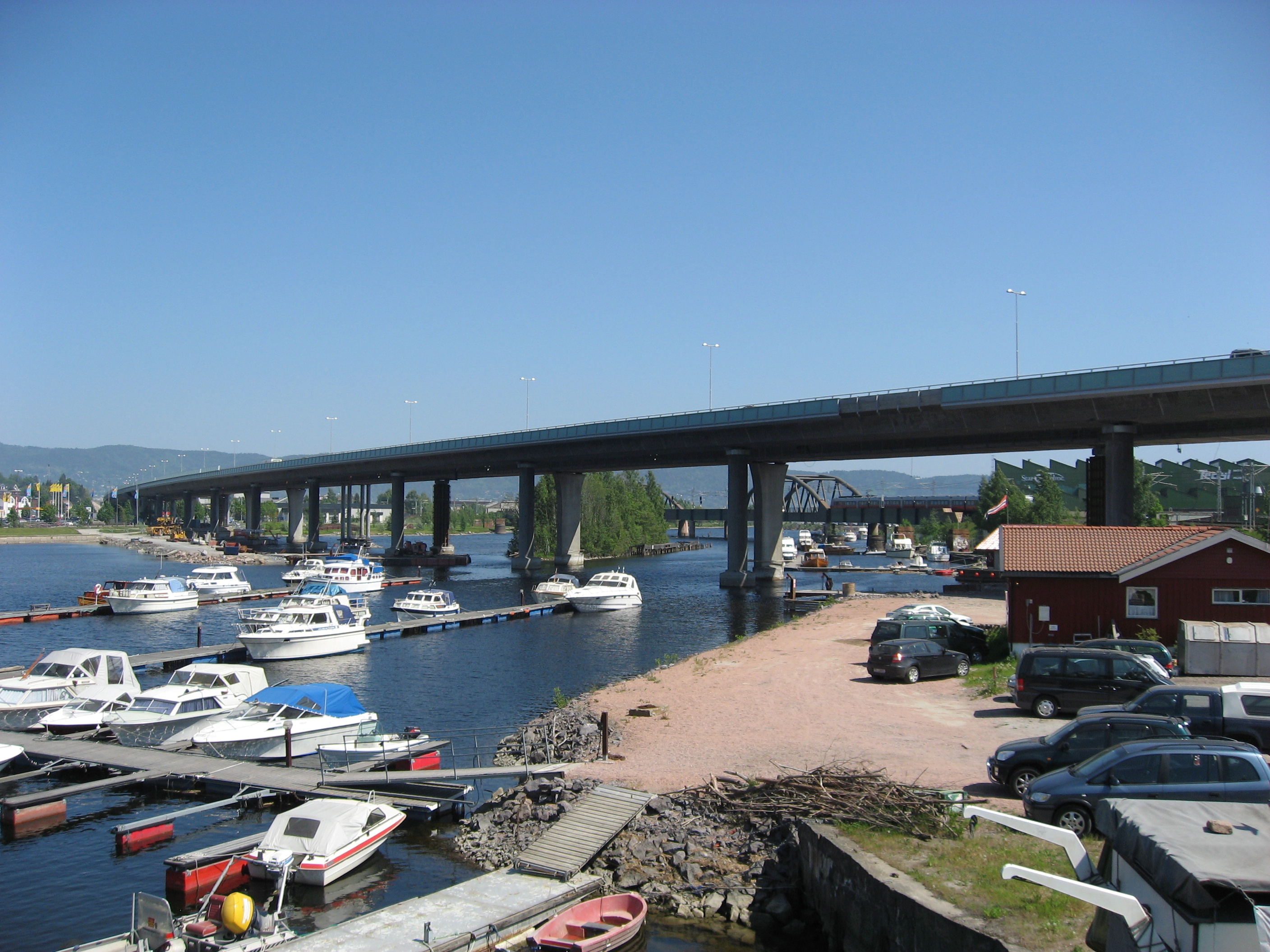
E18
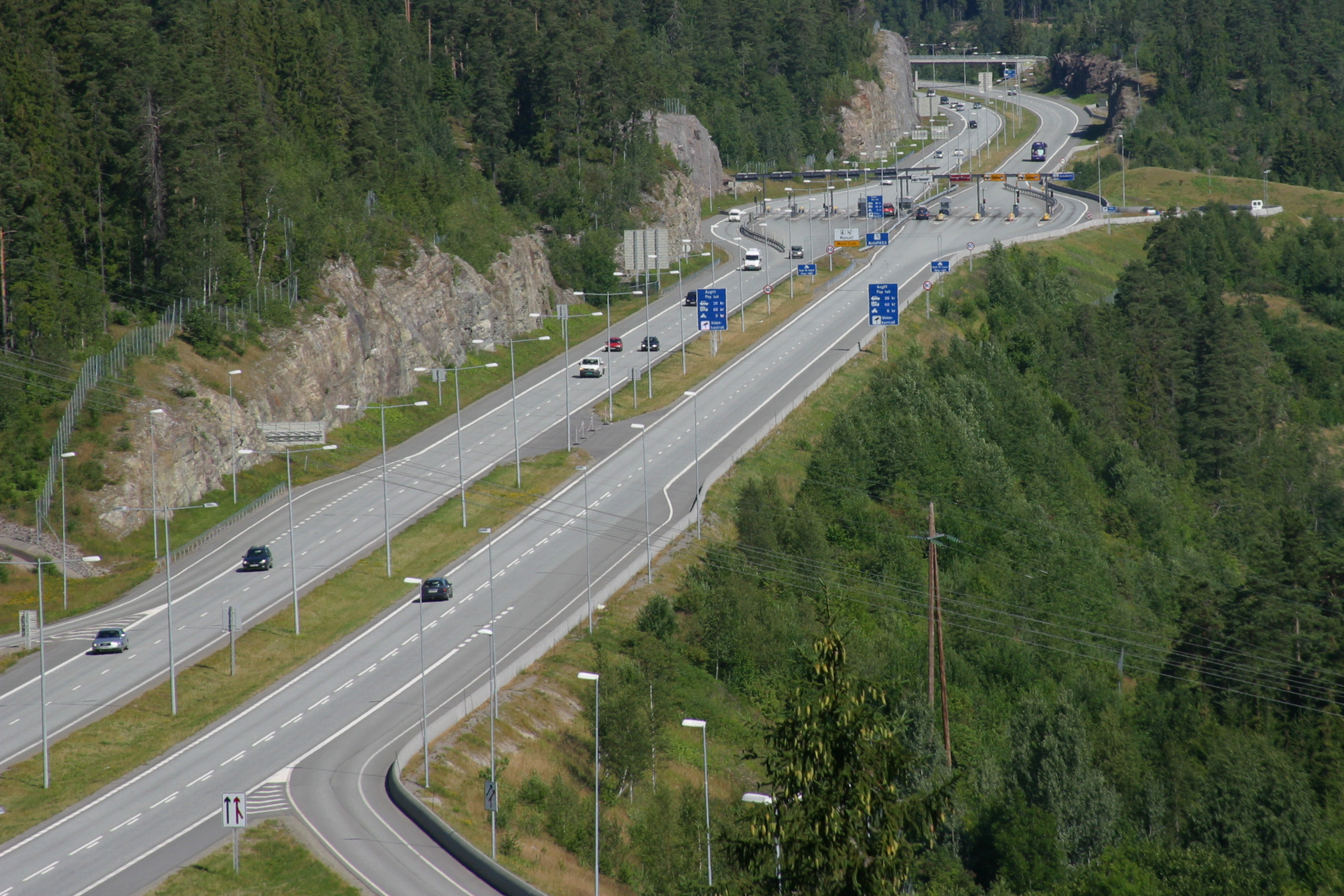
E18
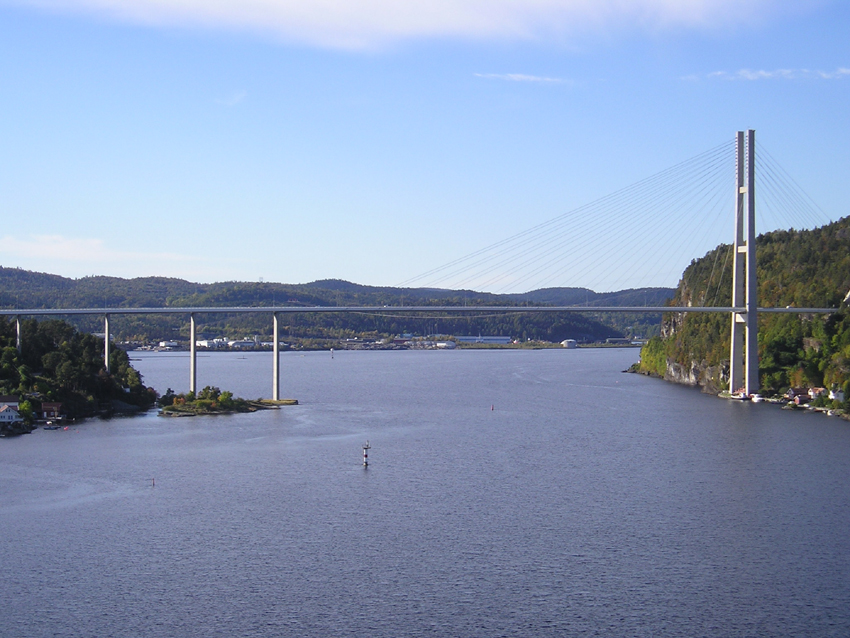
E18
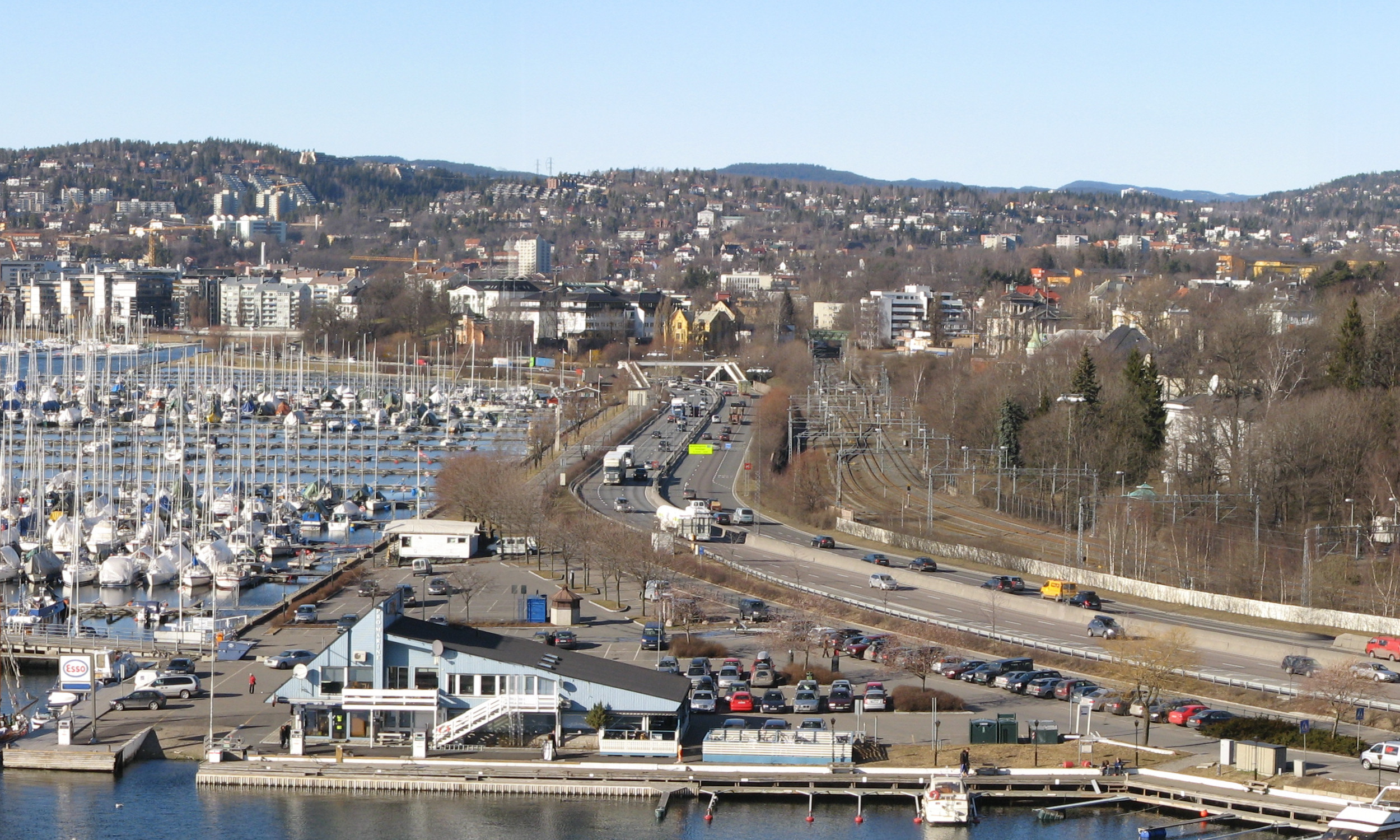
E18 v Oslu